# Goraj (województwo lubuskie)
Goraj (niem. Eibendorf) – wieś w Polsce położona w województwie lubuskim, w powiecie międzyrzeckim, w gminie Przytoczna.

## Historia
Miejscowość pierwotnie związana była z Wielkopolską. Ma metrykę średniowieczną i istnieje co najmniej od XV wieku. Wymieniona w dokumencie z 1415 pod nazwą „Goray", 1444 "Goray", 1449 "Gorag", 1467 "Goryay", ok. 1933 "Goray", 1944 "Eibendorf” .
W 1444 nastąpił podział okolicznych majątków: Marcin i Jan bracia z Zajączkowa otrzymali wsie Goraj, Krobielewo i część Dzierżążny, zaś bracia pochodzący z Ostroroga Stanisław Ostroróg podstoli kaliski oraz Dobrogost kasztelan kamieński otrzymali wsie Strych, Świniary k. Skwierzyny oraz drugą część Dzierżążny z dodatkiem 200 grzywien półgroszy. W 1444 Marcin dziedzic Przytoczna, Krobielewa i Goraja był w sporze z Sędziwojem z Trzebawia o odniesione szkody w wysokości 100 grzywien. W 1449 Zygmunt Zajączkowski zapisał swojej żonie Katarzynie po 200 grzywien półgroszy posagu oraz wiana na sumach, które ma na połowach wsi Przetoczna oraz Goraj. Miejscowość była wówczas wsią szlachecką i leżała w powiecie poznańskim Korony Królestwa Polskiego .
W 1508 odnotowano pobór podatków we wsi od 8 półłanków oraz 6 groszy od karczmy. W 1530 odnotowano we wsi łany opustoszałe oraz właścicieli miejscowości Odrakowskiego i Litwińskiego. W 1541 wymieniono dziedziców Goraja braci Jana i Andrzeja Przetockich oraz Jarosława i Piotra Gorajskich z jednej strony oraz braci niedzielnych Mikołaja i Jana Przetockich dziedziców Krobielewa, którzy zeznali przed sądem, że zawarli ugodę co do wsi Krobielewo. W 1545 nastąpiła ugoda co do granic między wsiami Goraj i Korbielewo, w której wymieniono lokalną szlachtę. Ugodę co do rozgraniczenia swych wsi zawarli: Sędziwój Przetocki wraz z synami Piotrem, Wojciechem i Wawrzyńcem oraz bracia Marcin, Jan, Maciej i Łukasz Chraplewscy oraz Franciszek i Joachim synowie Jarosława Łężeckiego dziedzice w Goraju wraz z dziedzicami Krobielewa i Przetoczna. Umowa określa przebieg granic między miejscowościami oraz wymienia kopce narożne Przetocki i Gorajski przy granicy wsi Lubiekowo; od nich 20 kopców granicznych. Dziedzice wsi Krobielewo utrzymywali, że jej mieszkańcy posiadali barcie miodne w całym borze pomiędzy trzema wsiami, a także w borze wokół Goraja oraz Przetoczna, które do chwili wystawienia dokumentu posiadali. Płacili oni czynsz tylko dziedzicom Krobielewa i nie płacili go dziedzicom Goraja i Przetoczna. Spornym terenem była łąka o nazwie "Czyste" należąca nominalnie do Goraja .
W 1563 wieś częściowo zwolniona została z podatków z powodu pożaru. Odbył się tylko pobór z 2 łanów oraz od karczmy dorocznej. W 1564 we wsi odnotowano 7 łanów kmiecych. W 1577 wieś należała do kilku właścicieli: Strzeżmińskiego, Krzysztofa, A. oraz Łukasza, a także Łukasza Herstopskiego. W 1580 poboru z części Łukasza Chraplewskiego odbył się od 3 półłanków, 4 zagrodników, komornika, 15 owiec, pasterza, rataja (najemnego pracownika) od pługa. Z części Dymitra Grochowskiego pobór podatku odbył się od 3 półłanków, po cztery grosze od dwóch zagrodników, od jednego zagrodnika 6 groszy oraz od pasterza wypasającego 35 owiec .
W 1580 wieś szlachecka Goray położona była w powiecie poznańskim województwa poznańskiego w Rzeczypospolitej Obojga Narodów.
Wskutek II rozbioru Polski w 1793 wieś przeszła pod władanie Prus i jak cała Wielkopolska znalazła się w zaborze pruskim. W okresie Wielkiego Księstwa Poznańskiego (1815-1848) miejscowość należała do wsi większych w ówczesnym pruskim powiecie Międzyrzecz w rejencji poznańskiej. Goraj należał do okręgu rokitnickiego tego powiatu i stanowił odrębny majątek, którego właścicielem był Prusimski. Według spisu urzędowego z 1837 roku wieś liczyła 370 mieszkańców, którzy zamieszkiwali 34 dymy (domostwa).
W skład majątku Goraj wchodziły wówczas także: wieś Szlozany (14 domów, 84 osoby), Krobielewo Olendry (29 domów, 213 osób), Orłowce Olendry (10 domów, 66 osób) oraz folwarki: Janowo (3 domy, 54 osoby), Annadwor (1 dom, 10 osób) oraz Nowinki (4 domy, 30 osób).
W latach 1975–1998 miejscowość administracyjnie należała do województwa gorzowskiego.

## Zabytki
Do wojewódzkiego rejestru zabytków wpisane są:
- kościół parafialny pod wezwaniem Świętej Trójcy, barokowy z 1679 r., 1725 roku
- zespół folwarczny[9] z przełomu XIX/XX wieku - pozostałości założenia dworskiego z XIX w. (rządcówka, trzy domy mieszkalne, biuro, obecnie magazyn, cztery obory, stajnia, obecnie magazyn, trzy budynki gospodarcze, kuźnia, spichlerz, gorzelnia, garaż, stodoła, magazyn, waga, wiata oraz park krajobrazowy). Inne obiekty: dwór.